# Yvon Douis
Yvon Douis   (Les Andelys, 16 de maig de 1935 - Niça, 28 de gener de 2021) fou un futbolista francès.

## Selecció de França
Va formar part de l'equip francès a la Copa del Món de 1958.